# Назаренко Людмила Ігорівна
Людмила Назаренко (нар. 13 березня 1967) — українська баскетболістка. Чемпіонка Європи. Брала участь у жіночому турнірі на літніх Олімпійських іграх 1996 року, де дійшла до півфіналу змагань.